# Aeropuerto de Ivalo

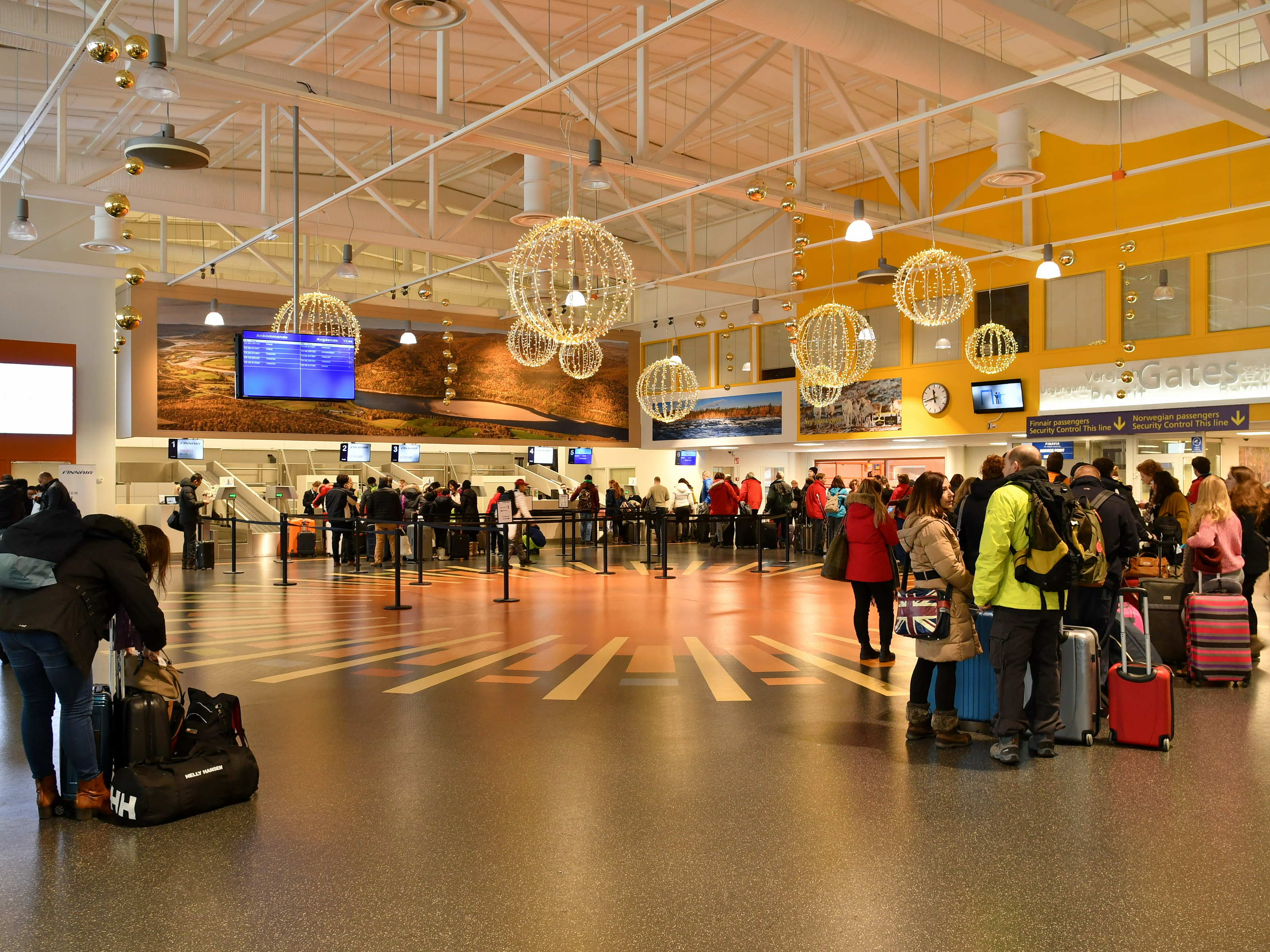

El aeropuerto de Ivalo (en finés: Ivalon lentoasema) (IATA: IVL, OACI: EFIV) es un aeropuerto civil, situado en el municipio de Inari, Finlandia. Está a una distancia de 11 kilómetros al suroeste de la localidad de Ivalo, la capital municipal de Inari, y a 25 kilómetros al norte de Saariselkä.

## Aerolínas y destinos
| Aerolíneas            | Destinos                               |
| --------------------- | -------------------------------------- |
| EasyJet               | Temporada: Londres Gatwick, Manchester |
| Finnair               | Helsinki, Kittilä                      |
| Norwegian Air Shuttle | Temporada : Helsinki                   |
| Transavia             | Temporada : Ámsterdam, Rovaniemi       |
| TUI Airways           | Temporada : Manchester                 |

## Estadísticas del aeropuerto
Ver fuente y consulta Wikidata.
| Año  | Pasajeros nacionales | Pasajeros internacionales | Pasajeros totales | Cambio |
| ---- | -------------------- | ------------------------- | ----------------- | ------ |
| 2005 | 123,257              | 28,954                    | 152,211           | −1.2%  |
| 2006 | 121,908              | 31,427                    | 153,335           | +0.7%  |
| 2007 | 117,305              | 28,565                    | 145,870           | −4.9%  |
| 2008 | 113,374              | 24,279                    | 137,653           | −5.6%  |
| 2009 | 110,004              | 20,588                    | 130,592           | −5.1%  |
| 2010 | 92,838               | 19,102                    | 111,940           | −14.3% |